# 熊本市電B系統

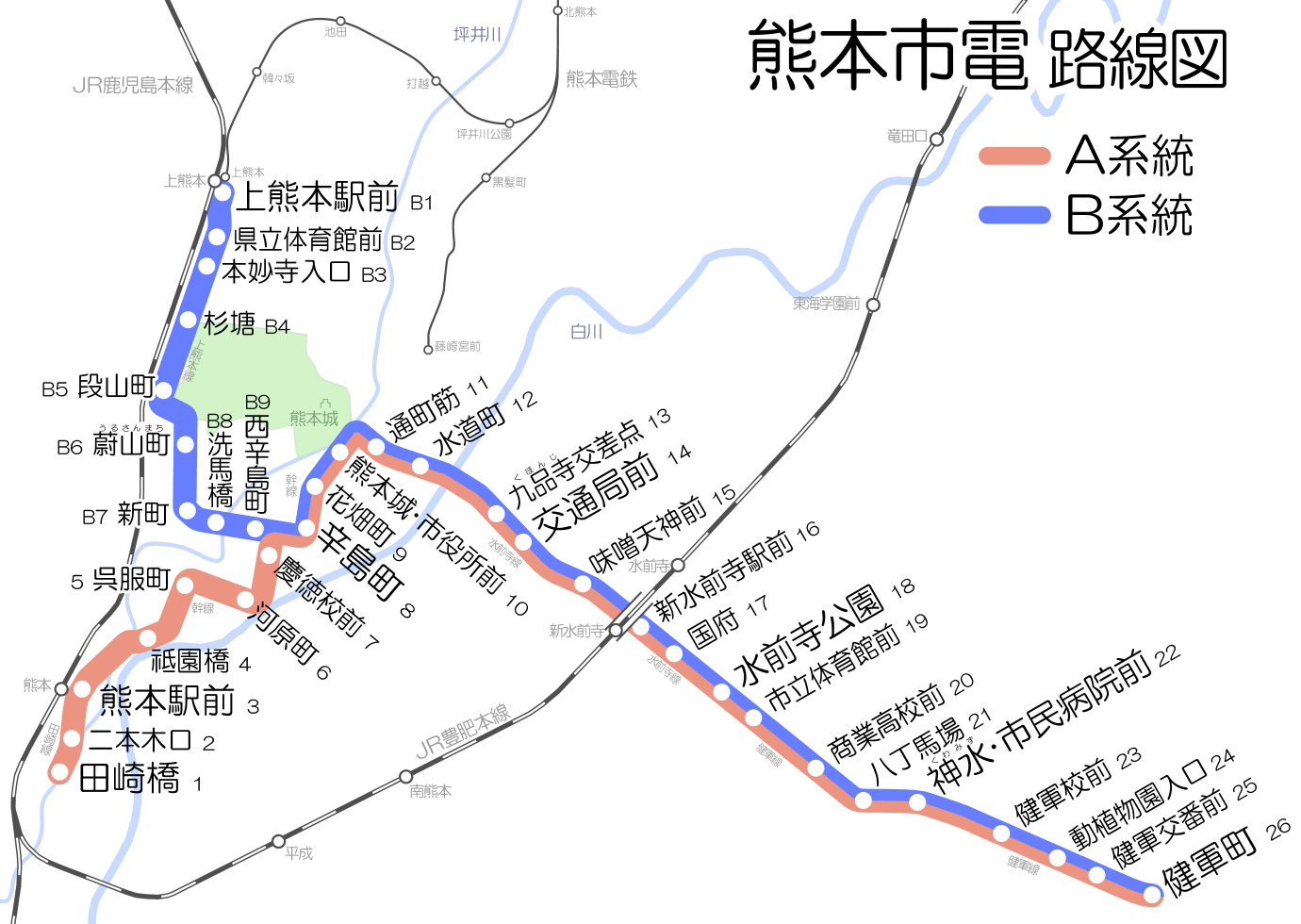
熊本市電路線図。青色の線がB系統

熊本市電B系統（くまもとしでんBけいとう）は、熊本市交通局が運行する路面電車（熊本市電）の運転系統の一つである。熊本市西区の上熊本を起点とし、新町、辛島町、通町筋、味噌天神前、水前寺公園、動植物園入口を経て、東区の健軍町へ至る。通称「Bライン」と呼ばれ、ラインカラーは青色（■）。
上熊本線・幹線・水前寺線・健軍線に本系統が運行される。かつては3系統と称していたが、九州新幹線開業前の2011年3月1日に改称された。

## 系統概要
- 全長：9.4 km
- 停留所数：28
- 運行間隔：約7-14分間隔
- 運行時間（上熊本線内完結便を含む）
  - 5:50～23:28（平日・土曜日）
  - 5:50～23:03（日祝日）

## 停留場一覧
- 全停留場が熊本県熊本市に所在。
- は車椅子対応停留場。

| 電停番号 | 電停名           | 電停間 営業キロ | 累計営業キロ | 周辺施設 | 路線     | 所在地 |
| -------- | ---------------- | --------------- | ------------ | --- | -------- | ------ |
| B1       | 上熊本           | -               | -            | 上熊本駅（JR九州鹿児島本線、熊本電鉄菊池線接続）、九州森林管理局、往生院、熊本大学教育学部附属小学校・中学校、熊本市立京陵中学校、熊本市立井芹中学校                                                     | 上熊本線 | 西区   |
| B2       | 県立体育館前     | 0.4             | 0.4          | 熊本県立総合体育館 | 上熊本線 | 西区   |
| B3       | 本妙寺入口       | 0.1             | 0.5          | 本妙寺 | 上熊本線 | 西区   |
| B4       | 杉塘             | 0.4             | 0.9          | | 上熊本線 | 西区   |
| B4       | 杉塘             | 0.4             | 0.9          | 中央区 | 上熊本線 |        |
| B5       | 段山町           | 0.5             | 1.4          | 慈恵病院、熊本市立千原台高等学校、島田美術館、三賢堂、釣耕園、岳林寺 | 上熊本線 |        |
| B6       | 蔚山町           | 0.4             | 1.8          | 藤崎台県営野球場、熊本市立熊本博物館、熊本県立美術館本館、国立病院機構熊本医療センター、旧細川刑部邸、熊本市立一新小学校、熊本市立西山中学校                                                             | 上熊本線 |        |
| B7       | 新町             | 0.4             | 2.2          | 長崎次郎書店、吉田松花堂 | 上熊本線 |        |
| B8       | 洗馬橋           | 0.2             | 2.4          | 熊本県立第一高等学校、熊本中央郵便局、福田病院 | 上熊本線 |        |
| B9       | 西辛島町         | 0.2             | 2.6          | 熊本市立慶徳小学校 | 上熊本線 |        |
| 8        | 辛島町           | 0.3             | 2.9          | SAKURA MACHI Kumamoto、熊本桜町バスターミナル、サンロード新市街、シャワー通 A系統（呉服町・熊本駅前・田崎橋方面）乗り換え                                                                                | 幹線     |        |
| 9        | 花畑町           | 0.2             | 3.1          | 熊本市民会館、NHK熊本放送局、熊本市国際交流会館、桜の馬場 城彩苑（※熊本城頬当御門や二の丸公園は下車） | 幹線     |        |
| 10       | 熊本城・市役所前 | 0.4             | 3.5          | 熊本城、熊本市役所・中央区役所、熊本県伝統工芸館、熊本県立美術館分館、加藤神社、夏目漱石内坪井旧居 | 幹線     |        |
| 11       | 通町筋           | 0.2             | 3.7          | 上通、下通、鶴屋百貨店、COCOSA、カリーノ下通、aune KUMAMOTO、熊本市現代美術館、小泉八雲熊本旧居、熊本信愛女学院中学校・高等学校、日本郵便株式会社九州支社、熊本城東郵便局                                | 幹線     |        |
| 12       | 水道町           | 0.3             | 4.0          | 鶴屋百貨店東館、くまもと県民交流館パレア、くまモンスクエア、藤崎八旛宮、熊本中央警察署、白川公園 | 幹線     |        |
| 13       | 九品寺交差点     | 0.5             | 4.5          | 徳富記念園、熊本大学医学部・同附属病院、尚絅大学・同短期大学部・尚絅中学校・高等学校、熊本市消防局（中央消防署）、イオン熊本中央店、熊本市立白川小学校                                                   | 水前寺線 |        |
| 14       | 交通局前         | 0.3             | 4.8          | 熊本市総合保健福祉センター、九州学院中学校・高等学校、真和中学校・高等学校、鎮西中学校・高等学校、慶誠高等学校                                                                                           | 水前寺線 |        |
| 15       | 味噌天神前       | 0.5             | 5.3          | 味噌天神、熊本県立劇場、熊本市立図書館、ゆめタウン大江、くまもと森都総合病院、熊本大学薬学部、熊本学園大学・同付属中学校・高等学校、熊本県立熊本高等学校、開新高等学校、くまもと県民テレビ               | 水前寺線 |        |
| 16       | 新水前寺駅前     | 0.4             | 5.7          | 新水前寺駅（JR九州豊肥本線接続） | 水前寺線 |        |
| 17       | 国府             | 0.3             | 6.0          | 熊本競輪場、熊本市水前寺競技場、熊本市水前寺野球場、熊本国府高等学校 | 水前寺線 |        |
| 18       | 水前寺公園       | 0.4             | 6.4          | 水前寺成趣園、出水神社、熊本市立出水小学校 | 水前寺線 |        |
| 19       | 市立体育館前     | 0.3             | 6.7          | 熊本県庁舎、熊本市総合体育館・青年会館、熊本県立図書館、熊本洋学校教師館ジェーンズ邸 | 健軍線   |        |
| 20       | 商業高校前       | 0.5             | 7.2          | 熊本県立熊本商業高等学校、熊本市立砂取小学校 | 健軍線   |        |
| 21       | 八丁馬場         | 0.3             | 7.5          | 健軍神社杉馬場 | 健軍線   |        |
| 22       | 神水交差点       | 0.4             | 7.9          | 上江津湖、熊本市立湖東中学校、熊本県立熊本工業高等学校 | 健軍線   |        |
| 22       | 神水交差点       | 0.4             | 7.9          | 上江津湖、熊本市立湖東中学校、熊本県立熊本工業高等学校 | 健軍線   | 東区   |
| 23       | 健軍校前         | 0.5             | 8.4          | 健軍神社、熊本マリスト学園中学校・高等学校、熊本市立健軍小学校、熊本東郵便局 | 健軍線   |        |
| 24       | 動植物園入口     | 0.4             | 8.8          | 熊本市動植物園、下江津湖、庄口公園、熊本市立泉ヶ丘小学校 | 健軍線   |        |
| 25       | 健軍交番前       | 0.3             | 9.1          | | 健軍線   |        |
| 26       | 健軍町           | 0.3             | 9.4          | 健軍商店街、東区役所、熊本県立第二高等学校、熊本市立東町中学校、熊本市立健軍東小学校、熊本県立盲学校、熊本県立熊本聾学校、陸上自衛隊健軍駐屯地、熊本東警察署、熊本市立熊本市民病院、熊本市消防局東消防署 | 健軍線   |        |